# Sourou (Fluss)
Der Sourou ist ein etwa 150 km langer Fluss in Westafrika und Nebenfluss des Schwarzen Volta.

## Verlauf
Der Fluss entspringt an der Grenze zwischen Mali und Burkina Faso und fließt zunächst als Grenzfluss nach Westen. Er wendet sich dann in Mali nach Süden durch das Vallée du Sourou. Etwa auf der Hälfte seines Weges nach Süden, bildet er erneut auf einem kurzen Stück die Grenze der beiden Staaten. Der Sourou mündet schließlich im nordwestlichen Burkina Faso etwa 30 km nördlich von Dédougou von links in den Schwarzen Volta (Mouhoun).

## Hydrometrie
Unter natürlichen Bedingungen staut sich das Regenzeit bedingte Hochwasser des Schwarzen Volta in das Bett des Sourou und fließt dann zurück in den Schwarzen Volta, wenn das Hochwasser zurückgeht, ähnlich dem Tonle Sap. Dadurch ergibt sich ein negativer Abfluss über die Monate August bis November. Auch der mittlere jährliche Gesamtabfluss ist durch die starke Verdunstung und die landwirtschaftliche Nutzung der Überschwemmungsgebiete negativ. Im unteren Diagramm dargestellt ist die Durchflussmenge des Schwarzen Volta am Pegel Nwokuy, oberhalb der Mündung des Sourou, sowie des Pegels Manimenso, unterhalb der Mündung zwischen den Jahren 1956 und 1974 (vor dem Bau der Staudämme). Deutlich sichtbar sind die Differenz, die in den Sourou fließt und der Pegel Pt Leri im Sourou selber an seiner Mündung, mit seinem negativen Abfluss.

## Nutzung
Um das Phänomen des temporären negativen Abflusses zu nutzen, wurde 1977 ein Schleusentor an der Mündung des Sourou errichtet, wodurch der Sourou-Stausee entsteht. Zusätzlich grub man 1984 einen Kanal zum Sourou und staute den Schwarzen Volta. Somit entstand ein 68.660 Hektar großes Feuchtgebiet, das sich etwa hälftig auf Burkina Faso und Mali verteilt, in dem bis zu 600 Millionen Kubikmeter Wasser gespeichert werden können. Dies wird zum Feldbau und Fischfang in der ariden Gegend genutzt. Allerdings gibt es kein gemeinsames Management der Wasserressourcen zwischen Mali und Burkina Faso. Es wird Reis und Mais angebaut mit Erträgen von 3 bis 4 Tonnen/ha. Der Fischfang, der hauptsächlich von nicht in der Region heimischen Fischern betrieben wird, liefert jährlich etwa 800 Tonnen Fisch (Gattung Tilapia, Heterotis und Clarias) im burkinischen Teil und wahrscheinlich die gleiche Menge im malischen Teil. Ebenso profitiert die Tierzucht durch ausgedehnte Weideflächen.

## Schutzgebiete
Der bukinische Teil des Feuchtgebietes ist als Schutzgebiet nach der Ramsar-Konvention ausgewiesen.